# Schleimaale
Schleimaale oder Inger (Myxinidae) sind eine Familie der Wirbeltiere, die zusammen mit den Neunaugen (Petromyzontida) die rezenten Vertreter der kieferlosen Rundmäuler (Cyclostomata) darstellen. Um die 82 Arten sind bekannt. Schleimaale kommen an allen Meeresküsten in Tiefen von 30 bis 2000 m vor.

## Merkmale

### Äußere Morphologie

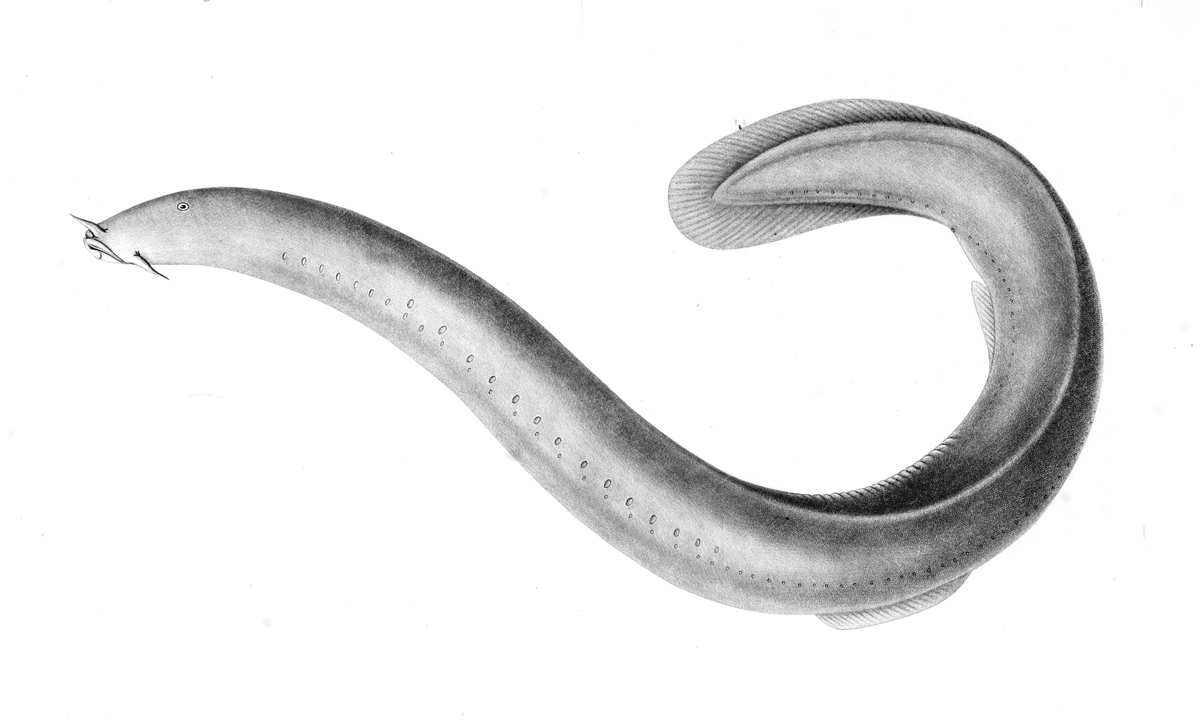
Eptatretus polytrema

Schleimaale erreichen je nach Art unterschiedliche Körperlängen. Kleinere Arten sind die zwei Eptatretus-Arten vor den Küsten Taiwans mit 20 bis 30 cm Länge sowie Myxine kuoi und Myxine pequenoi, die nicht größer als 18 cm werden. Eptatretus carlhubbsi vor den Küsten Hawaiis und Guams erreicht bis 100 cm. Ihr Körper ist wurmförmig lang gestreckt, schuppenlos und zumeist kaum pigmentiert. Durch die Haut scheint das Kapillarnetz zur Hautatmung und lässt sie rötlich erscheinen. Einige Arten sind dunkelrosa bis rotbraun gefärbt. Der Schwanzabschnitt ist abgeflacht und trägt einen von der Rückenseite zur Bauchseite reichenden Flossensaum, der das Hinterende mit einschließt. Der After liegt direkt vor dem ventralen (bauchseitigen) Flossensaum.

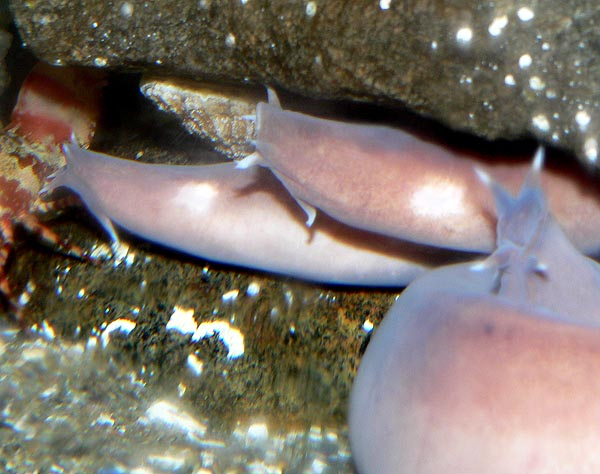
Schleimaale: Köpfe mit deutlich sichtbaren Tentakeln

Am Vorderende fallen die Tentakel auf: drei Paare großer Fortsätze sowie ein Paar kleinerer Lippententakel, die beweglich und sehr tastempfindlich sind. Ebenfalls ganz vorn liegt die Nasenöffnung, während sich der Mund an der Unterseite des Vorderendes befindet. Die Augen liegen unter einer abdeckenden Hautschicht. Da sie weder eine Linse noch eine pupillenformende Iris haben, entsteht kein scharfes Bild. Aber auch die Schleimaale besitzen lichtempfindliche Rezeptoren, so dass sie zumindest Helligkeiten empfinden können. Die Hauptsinne sind allerdings ihr Geruchssinn und ihr Tastsinn.
Der Schleim wird von zahlreichen Schleimzellen in der Haut der Tiere gebildet, die über den gesamten Körper verteilt sind. Die Hauptschleimzellen liegen seitlich in zwei Längsreihen leicht bauchwärts unterhalb der Mittellinie. Sie sind bis in die Unterhaut eingesenkt und werden durch eine separate Muskulatur innerhalb der Haut ausgepresst. Die Poren sind deutlich erkennbar, beim nordatlantischen Schleimaal Myxine glutinosa existieren dabei beiderseits mehr als hundert Poren.

### Anatomie
Als basales Taxon der Wirbeltiere besitzen die Schleimaale Skelettelemente, die sich bei ihnen jedoch auf einige knorpelige Strukturen im Kopfbereich sowie Knorpelfäden entlang der zelligen Chorda dorsalis beschränken. Das Gehirn wird fast ausschließlich von Bindegewebe umhüllt und liegt am Hirnstamm auf der beginnenden Chorda auf. Nach vorne geht das Bindegewebe in die knorpelige Nasenkapsel und das Nasenrohr über. Darunter liegend bilden verschiedene spangenartige Knorpel ein rudimentäres Kopfskelett. Besonders auffallend sind Subnasalknorpel unterhalb des Nasenganges sowie der große Zungenknorpel, der für die Nahrungsaufnahme wichtig ist. An einem Gaumenknorpel oberhalb der Mundhöhle befindet sich der Gaumenzahn. Weitere Strukturen sind die Tentakelknorpel, die in die Tentakel reichen, der Hypophysenknorpel unterhalb des Gehirns sowie die Coronoidknorpel seitlich der Mundhöhle. Nach hinten reichen zudem die Velarknorpel zur Stabilisierung der Kiemenspalten.
Anstelle eines senkrecht gegliederten Kiefers wie bei den Kiefermäulern (Gnathostomata) besitzen die Schleimaale ein paar horizontal bewegliche Strukturen mit zahnähnlichen Vorsprüngen, um ihre Nahrung abzureißen. Es handelt sich dabei um Hornzähne, die auf dem Vorderende des Zungenknorpels sitzen und einen Raspelapparat bilden.
Das zentrale Nervensystem der Schleimaale besteht aus dem Gehirn sowie dem oberhalb der Chorda dorsalis liegenden Rückenmark, welches bei ihnen bandförmig ausgeprägt ist. Letzteres besitzt verschiedene Arten von Motoneuronen und Interneuronen, die – anders als bei den höheren Wirbeltieren – nicht segmental angeordnet sind. Ein weiterer Unterschied besteht in der Ausbildung der Spinalnerven: Die dorsalen und ventralen Äste vereinigen sich erst in der Peripherie und nicht nahe dem Rückenmark wie bei anderen Wirbeltieren. Im Gehirn dominiert das Riechsystem mit einem sehr großen Bulbus olfactorius, während andere Hirnbereiche deutlich kleiner ausgebildet sind. Ein Kleinhirn (Cerebellum) fehlt den Schleimaalen vollständig. Auffällig ist zudem die Reduzierung der Hirnnervenpaare auf sieben; die Hirnnerven III, IV und VI sind nicht vorhanden, da äußere Augenmuskeln fehlen. Die unteren Hirnnerven XI und XII treten erst bei Landwirbeltieren auf.
Wie bereits dargestellt, ist das Riechsystem der Schleimaale sehr gut ausgebildet und stellt das zentrale Sinnessystem dar. Ein für die meisten Fische typisches Seitenlinienorgan besitzen Schleimaale nicht; in der Kopfregion der Eptatretus-Arten finden sich jedoch Sinnesorgane, die eine ähnliche Funktion besitzen könnten. Die Tentakel tragen zudem Geschmacksknospen und Mechanorezeptoren. Die Augen nehmen wahrscheinlich ausschließlich Helligkeitsunterschiede wahr; weitere Lichtsinneszellen werden in der Haut der Tiere vermutet.
Die Atmung erfolgt über Kiemen, deren Kiemenspalten in Kiementaschen enden. Bei den Myxinidae führen die Kiemenspalten alle zu einer einzigen Öffnung, während sie bei den Eptatretinae einzeln nach außen münden. Der Wasserstrom des Atemwassers entsteht durch Muskelkontraktion von der Nasenöffnung über den vorderen Darm (Kiemendarm) und durch die Kiementaschen nach außen. Das Blutgefäßsystem besteht vor allem aus einem muskulösen Herzen mit deutlicher Trennung in eine Hauptkammer (Ventrikel) und eine Vorkammer (Atrium). Dieses liegt hinter den Kiemen und pumpt das Blut in die Aorta ventralis (Bauchaorta), von der aus es über die Kiementaschen mit Sauerstoff versorgt wird und in die Aorta dorsalis (Rückenaorta) übergeht. Über weitere Arterien werden alle Körperregionen versorgt, über Venen gelangt das Blut zurück ins Herz. Die Pumpleistung des Herzens wird von einer Reihe kleinerer, muskulöser Bereiche unterstützt (Kardinal-, Caudal- und Portalherzen).
Der Darm ist gestreckt und führt ohne Schleifen zum After. Der vordere Bereich ist als Kiemendarm ausgebildet und führt das Atemwasser. Die Verdauungsenzyme werden von der Darmwand sowie der Leber abgegeben, ein Pankreas und ein separater Magen existieren nicht.

## Verbreitung und Lebensraum
Schleimaale sind mit Ausnahmen des Roten Meeres, des arktischen und des antarktischen Ozeans weltweit verbreitet und leben am Meeresboden in Tiefen von 30 bis 2000 m. Dabei ist ihre Verbreitung abhängig von verschiedenen abiotischen Faktoren, vor allem der Wassertemperatur und der Salinität, also dem Salzgehalt des Wassers. Die Wassertemperatur darf 20 °C nicht überschreiten, die optimale Temperatur liegt bei etwa 10 °C. Deshalb findet man die Tiere nur in den gemäßigten bis kalten Meeresgebieten in geringeren Tiefen von etwa 30 m. In den Warmwassergebieten der Tropen und Subtropen leben sie dagegen in wesentlich größeren Tiefen.
In den Küstenregionen des nördlichen Atlantiks kommt dabei vor allem Myxine glutinosa vor, von dem eine Population auch an die Küste Südafrikas verschleppt worden ist. Im Pazifik sowie im tropischen Atlantik dominieren dagegen Arten der Gattung Eptatretus.

## Lebensweise

### Habitatnutzung und Ernährung
Schleimaale leben die meiste Zeit eingegraben im Sediment des Meeresbodens, in das sie sich zuerst mit dem Hinterteil durch schlängelnde Bewegungen eingraben, um dann, langsamer werdend, den Kopf zum Graben zu nutzen. Sie befinden sich entsprechend senkrecht im Boden; der Kopf ist dabei der Röhrenöffnung an der Spitze eines Schlickkegels zugewandt. Populationen in seichteren, noch lichtdurchfluteten Meeresbereichen sind vor allem nachtaktiv.
Ihre Nahrung besteht zum einen aus Organismen des Bodens, wie kleinen Weichtieren, Würmern, Einzellern und Bakterien, zum anderen aus dem Aas am Meeresboden liegender Fische und anderer größerer Tiere. Diese Kadaver werden von ihnen sehr effektiv verwertet. Meistens nutzen sie Körperöffnungen wie die Kiemen oder den Mund, um in das Körperinnere einzudringen. Sie attackieren allerdings auch noch lebende, verletzte und wehrlose Tiere – beispielsweise Fische, die in Grundnetzen gefangen sind –, wodurch sie zu nicht unerheblichem wirtschaftlichen Schaden für die Fischer beitragen. Zum Abreißen von Nahrungsstücken haben die Schleimaale eine besondere Technik entwickelt: Die überaus beweglichen Tiere bilden einen Knoten und ziehen dabei den Kopf durch die entstehende Knotenschlinge. Dieser drückt nun auf die Fläche und bildet ein Widerlager beim Abraspeln und -reißen von Beutestücken. Auf die gleiche Weise können die Tiere auch Schleimreste von der Körpervorderhälfte abstreifen.
Sowohl als Sedimentwühler wie auch als Aasfresser spielen die Schleimaale in von ihnen besiedelten Meeresbereichen eine wichtige ökologische Rolle. Gemeinsam mit einer Reihe von anderen Spezies besiedeln sie unter anderem Walstürze, deren Weichteile sie als Nahrung nutzen.

### Verteidigung mit Schleim
Wenn sich Schleimaale bedroht fühlen, sondern sie aus ihren Schleimzellen ein Sekret ab, das schlagartig große Mengen Wasser als Schleim bindet und Mund und Kiemen von Fressfeinden verstopft. In den meisten Fällen stoßen die Angreifer den Schleim samt dem Schleimaal wieder aus. Er selber bildet mit seinem Körper einen Knoten, um den Schleim abzustreifen. Das Sekret besteht aus bis zu 15 cm langen, in Knäuel aufgewickelten Proteinfilamenten, die sich bei Kontakt mit Wasser explosionsartig aufwickeln, und aus Mucin. Der Schleim gilt als das effizienteste Bindemittel für Wasser in der Natur; 1 Gramm Sekret reichen aus, um ca. 10 Liter Schleim zu bilden, was einem Massenanteil von 0,01 % entspricht. Eine weitere Besonderheit ist, dass kein Energieeintrag zur Schleimbildung nötig ist, weshalb auch kaltes Meerwasser ohne Problem gebunden werden kann. Der Schleim ist jedoch sehr kurzlebig und nicht sonderlich stabil, weshalb man von Schleim spricht und von der Bezeichnung als Hydrogel absieht.

### Fortpflanzung und Entwicklung
Die Schleimaale sind Zwitter, das heißt, jedes Individuum produziert sowohl weibliche als auch männliche Keimzellen. Dabei reifen die verschiedenen Geschlechtszellen wahrscheinlich zeitlich versetzt, damit eine Selbstbefruchtung vermieden wird. Die Bildung der Keimzellen erfolgt in einer einzelnen Gonade im hinteren Körperabschnitt der Tiere; die Produkte werden in die Leibeshöhle abgegeben und gelangen durch einen Ausgang nach außen.
Die Befruchtung der Eier erfolgt im freien Wasser. Das Gelege besteht dabei meistens aus mehreren, mit Haftfilamenten verbundenen, langovalen Eiern mit großem Dotteranteil. Nach der Befruchtung kommt es zur diskoidalen Furchung, bei der sich auf dem Dotter der Eier eine Keimscheibe bildet und zum Embryo heranwächst. Aus den Eiern schlüpfen nach abgeschlossener Entwicklung Jungtiere, die den ausgewachsenen Schleimaalen bereits gleichen; Larvenstadien gibt es nicht.

## Stammesgeschichte
Die ältesten bekannten Fossilien, die sich den Schleimaalen oder sehr nah verwandten Tiergruppen zuordnen lassen, stammen aus dem oberen Karbon. Es handelt sich dabei um den etwa 7 cm langen Myxinikola siroka aus den USA, der mit seinen Tentakeln an der Mundöffnung sowie den nachgewiesenen Hornzähnchen sehr typische Merkmale der Tiere aufwies. In die nahe Verwandtschaft der Schleimaale wird der Myllokunmingia fengjiaoa aus China aus dem unteren Kambrium eingeordnet. Dieses und auch die Einordnung verschiedener Tiergruppen in die weitere Stammesentwicklung in Richtung der moderneren Schädeltiere wie den Arandaspidida oder den Astraspidida aus dem mittleren bis oberen Ordovizium lassen darauf schließen, dass die Schleimaale auf Formen zurückgehen, die sich bereits im Kambrium vor etwa 545 Millionen Jahren entwickelt haben.
Ein im Januar 2019 beschriebenes fast vollständiges und gut erhaltenes Fossil eines etwa 100 Millionen Jahre alten Schleimaals zeigt, dass sie schon in der Kreidezeit den heutigen Arten ähnelten und näher mit den Neunaugen verwandt sind als mit den kiefertragenden Wirbeltieren.
Anders als frühere Annahmen nahelegten, scheint die sehr eingeschränkte Funktionstüchtigkeit der Augen von Schleimaalen keine Folge einer Rückbildung zu sein. Eine 2007 veröffentlichte Studie ergab, dass die Augen eher als eine besonders ursprüngliche („primitive“) Form im Rahmen der Evolution des Auges zu deuten seien.

## Systematik

### Externe Systematik

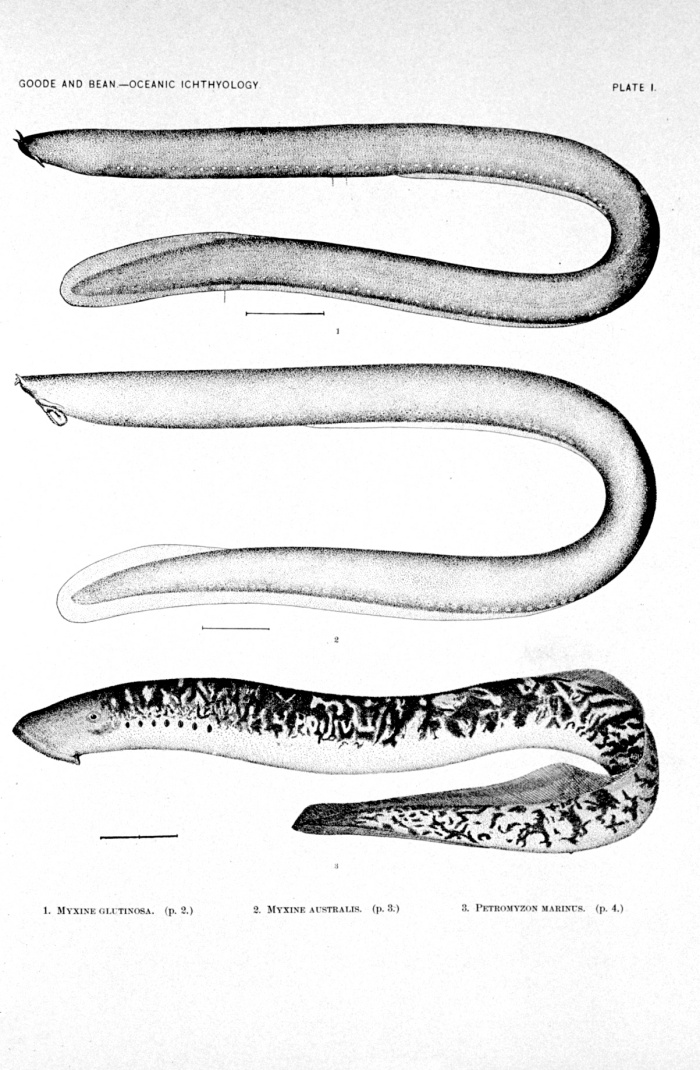
Die Schleimaale Myxine glutinosa und Myxine australis sowie das Meerneunauge (Petromyzon marinus)

Die Schleimaale wurden und werden seit 2010 wieder zusammen mit den Neunaugen (Petromyzontidae) in die Überklasse der Rundmäuler (Cyclostomata) eingeordnet. Mit dem Aufkommen der Prinzipien der Kladistik setzte sich in den späten 1970er Jahren vorübergehend die Auffassung durch, dass es sich bei den Rundmäulern um ein paraphyletisches Taxon handeln müsse und dass die Neunaugen näher mit den Kiefermäulern (Gnathostomata) (Knorpelfische, Knochenfische und Landwirbeltiere) verwandt seien als mit den Schleimaalen. Argumente dafür waren eine Reihe von gemeinsamen Merkmalen, die sich erst nach der Abspaltung der Schleimaale gebildet haben sollen, darunter vor allem die mit Muskulatur versehenen Basen der Flossen, das mit Nerven ausgestattete Herz, der Aufbau von Milz und Bauchspeicheldrüse und verschiedene physiologische Eigenschaften.
|             | Schleimaale (Myxoinoida)                                                                     |
|             |                                                                                              |
| Myopterygia | \| \| Neunaugen (Petromyzontidae) \| \| \| \| \| \| Kiefermäuler (Gnathostomata) \| \| \| \| |
|             | \| \| Neunaugen (Petromyzontidae) \| \| \| \| \| \| Kiefermäuler (Gnathostomata) \| \| \| \| |
|             | Neunaugen (Petromyzontidae)                                                                  |
|             |                                                                                              |
|             | Kiefermäuler (Gnathostomata)                                                                 |
|             |                                                                                              |

|  | Neunaugen (Petromyzontidae)  |
|  |                              |
|  | Kiefermäuler (Gnathostomata) |
|  |                              |

Molekularbiologische Untersuchungen zeigen jedoch, dass die Rundmäuler doch monophyletisch sind; d. h., Neunaugen und Schleimaale haben eine jüngste gemeinsame Stammform, aus der keine andere Gruppe hervorgeht. So teilen sie vier einzigartige microRNA-Familien und 15 einzigartige Paralogien zwischen primitiven microRNA-Familien.
Die Rundmäuler sollen sich vor etwa 500 Millionen Jahren im Kambrium aus einem letzten gemeinsamen Vorfahren aller Wirbeltiere entwickelt haben, der allerdings wesentlich komplexer war als die Rundmäuler. Die Rundmäuler durchliefen daraufhin eine Degeneration und verloren zahlreiche der für Wirbeltiere typischen Merkmale, die Schleimaale mehr, die Neunaugen weniger. 300 Millionen Jahre alte Fossilien von Schleimaalen sind den modernen Formen schon recht ähnlich.
| Rundmäuler (Cyclostomata) | \| \| Schleimaale (Myxoinoida) \| \| \| \| \| \| Neunaugen (Petromyzontidae) \| \| \| \| |
|                           | \| \| Schleimaale (Myxoinoida) \| \| \| \| \| \| Neunaugen (Petromyzontidae) \| \| \| \| |
|                           | Kiefermäuler (Gnathostomata)                                                             |
|                           |                                                                                          |
|                           | Schleimaale (Myxoinoida)                                                                 |
|                           |                                                                                          |
|                           | Neunaugen (Petromyzontidae)                                                              |
|                           |                                                                                          |

|  | Schleimaale (Myxoinoida)    |
|  |                             |
|  | Neunaugen (Petromyzontidae) |
|  |                             |

### Interne Systematik
Die heute etwa 78 Arten der Schleimaale werden in drei Taxa aufgeteilt, die in der klassischen Systematik im Rang von Unterfamilien innerhalb der einzigen Familie Myxinidae der Schleimaale geführt werden. Als charakteristische Merkmale werden die Lage und Anzahl der Schleimporen sowie der Hornzähne genutzt. Hauptunterscheidungsmerkmal der Unterfamilien ist die Anzahl der nach außen sichtbaren Kiemenöffnungen. Dabei handelt es sich um:
- Die Myxininae, mit 28 Arten, die in vier Gattungen aufgeteilt werden[17] und nur eine äußere Kiemenöffnung haben, zu der alle Kiemengänge führen.
  - Myxine
  - Nemamyxine
  - Neomyxine
  - Notomyxine

- die Eptatetrinae, mit 50 Arten[18] in einer Gattung.[19] Diese hat 5 bis 16 Kiemenöffnungen, meist entsprechend der Anzahl der Kiementaschen selbst.
  - Eptatretus

- die Rubicundinae, eine erst 2013 neu beschriebene Unterfamilie mit einer Gattung mit 4 Arten, die durch verlängerte Röhrennasen und eine rötliche Färbung charakterisiert ist.[19]
  - Rubicundus

## Menschen und Schleimaale
Besonders für die Fischer der Grundnetzfischerei stellen Schleimaale ein Problem dar, da diese die in den Netzen gefangenen Fische angreifen und sich von ihnen ernähren. Dort, wo sie in großen Zahlen vorkommen, können sie den Grundfang fast vollständig unbrauchbar machen.
Schleimaale spielen jedoch nicht nur als wirtschaftliche Schädlinge eine Rolle. In den letzten 20 Jahren wuchs ihre Bedeutung als Lederlieferanten stark an, und heute wird das so genannte Aalleder fast ausschließlich aus den Häuten der Schleimaale hergestellt. Aus diesem Grund sind sie in einigen Küstengebieten zu begehrten Fangfischen geworden. Vor allem an der Westküste Nordamerikas und den asiatischen Küsten sind ihre Bestände daher bereits massiv zurückgegangen. Besonders der bis 60 cm lange Eptatretus atami an den Küsten Japans, Taiwans und Südkoreas ist sehr begehrt und entsprechend gefährdet. In Korea werden Schleimaale zudem gegessen.
In den letzten Jahren gerieten Schleimaale in den Fokus des Interesses für genetische Analysen, welche die Verwandtschaften unter Chordatieren untersuchen. Kürzlich wurde zudem entdeckt, dass der Schleim, den Schleimaale abgeben, strukturell einzigartig ist, da er reißfeste, fadenförmige Fasern enthält, die chemisch gewisse Ähnlichkeiten mit denen der Spinnenseide aufweisen. Forscher suchen heute nach einer möglichen Verwendung des Inhaltsstoffes dieses Gels oder ähnlich aufgebauter synthetischer Gele. Potentielle Anwendungsgebiete wären neue biologisch abbaubare Polymere, Gele als Füllmaterial und Mittel, um Blutungen bei Unfallopfern und Chirurgie-Patienten zu stoppen.

## Gefährdung
Zurzeit (2021) stuft die IUCN von 76 gelisteten Arten, eine als vom Aussterben bedroht (Critically Endangered), 2 Arten als stark gefährdet (Endangered) und 6 Arten als gefährdet (Vulnerable) ein. 30 Arten können aktuell nicht bewertet werden (data deficient).